# Hans Nicklisch

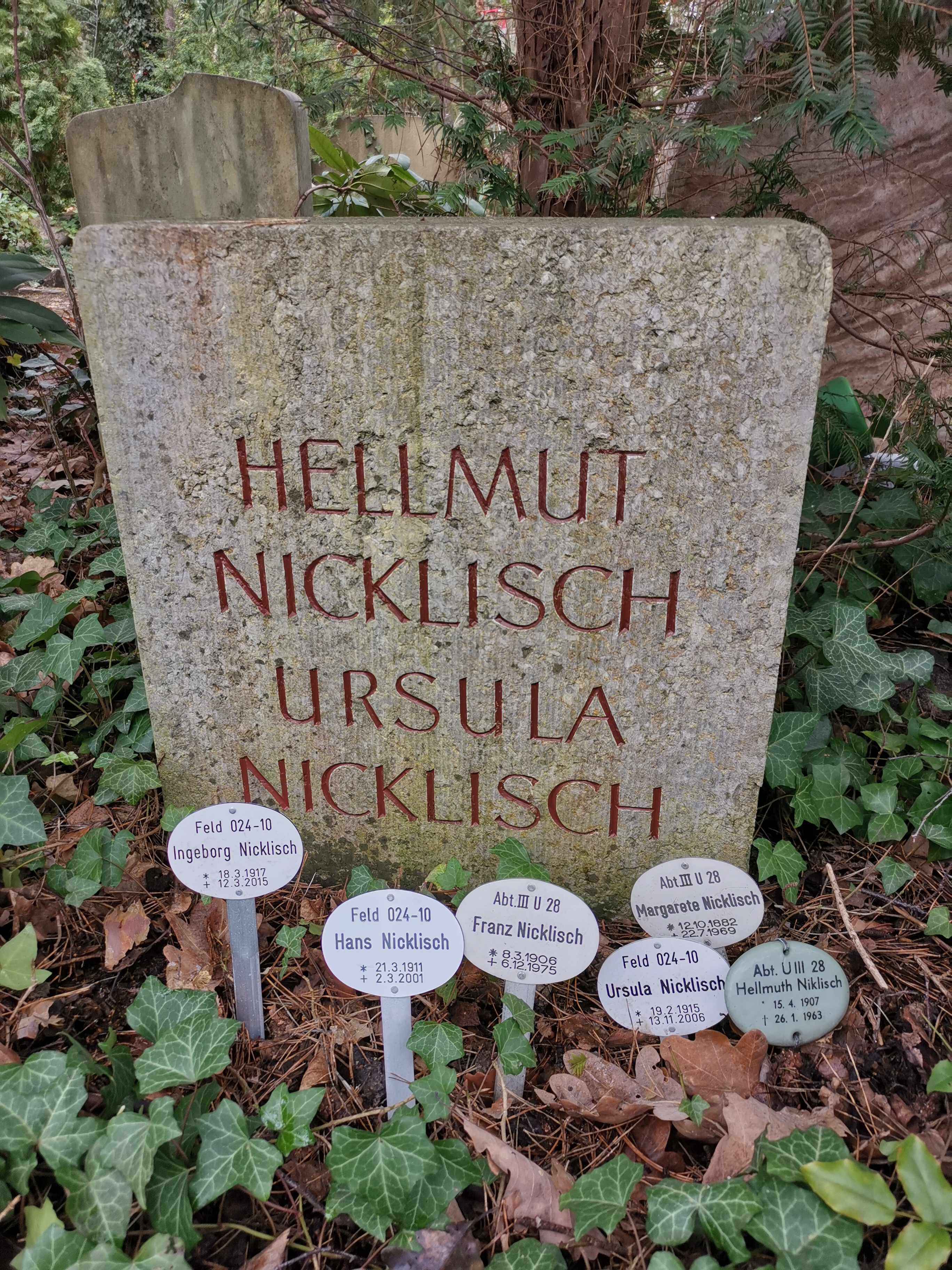
Grabstelle der Brüder Franz und Hans Nicklisch auf dem Waldfriedhof Zehlendorf in Berlin (Feld 24-10)

Hans Nicklisch (* 21. März 1911 in Mannheim; † 2. März 2001 in Berlin) war ein deutscher Schriftsteller und Übersetzer.

## Leben
Hans Nicklisch studierte zunächst Rechtswissenschaften und arbeitete eine Zeit lang als Verlagslektor. Als Übersetzer für französische und englische Literatur zeichnete er u. a. für zahlreiche deutsche Fassungen der Werke Anne Golons (Angélique) und Juliette Benzonis Cathérine, Marianne, ein Stern für Napoléon, Der Nebelfalke, (Romanreihen) und Marjolaine, Weg der Versuchung (Roman) verantwortlich.
Sein eigener schriftstellerischer Durchbruch kam 1955 mit der humorvollen Familiengeschichte Vater unser bestes Stück, das mehrere Auflagen erfuhr und 1957 mit Ewald Balser und Heidi Brühl verfilmt wurde. Auch die Fortsetzung, Ohne Mutter geht es nicht (1957), fand schnell eine filmische Umsetzung. Unter der Regie von Erik Ode spielten 1958 abermals Ewald Balser und Heidi Brühl. In den Folgejahren schrieb Nicklisch zahlreiche Romane, Hörspiele und Drehbücher, u. a. für Geheimaktion schwarze Kapelle.
Nur wenige Tage vor seinem 90. Geburtstag starb Hans Nicklisch am 2. März 2001 in Berlin. Seine letzte Ruhe fand er auf dem Waldfriedhof Zehlendorf neben seinem älteren Bruder Franz Nicklisch (1906–1975), der als Schauspieler und Synchronsprecher tätig gewesen war (Feld 024-10).

## Werke
- 1955 Vater, unser bestes Stück. Eine heitere Familiengeschichte
- 1957 Ohne Mutter geht es nicht
- 1961 Einesteils der Liebe wegen
- 1964 Ein Haus in Italien müsste man haben
- 1974 Opas Zeiten
- 1978 Zärtlich ist der Marabu
- 1979 Familienalbum
- 1981 Meine Frau ist ein Engel
- 1983 Zur Liebe ist es nie zu spät
- 1986 Wenn Liebe aus dem Rahmen fällt
- 1992 Jojo und die grauen Riesen

## Filmvorlagen
- 1957 Vater, unser bestes Stück
- 1958 Ohne Mutter geht es nicht
- 1959 Liebe verboten – Heiraten erlaubt
- 1959: Geheimaktion Schwarze Kapelle
- 1961: … denn das Weib ist schwach